# Großköpfige Spitzmaus

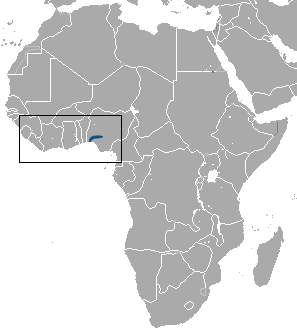
Skizze mit einem Rechteck, in dem sich die Fundorte befinden

Die Großköpfige Spitzmaus (Crocidura grandiceps) ist ein in Westafrika verbreitetes Säugetier in der Gattung der Weißzahnspitzmäuse. Das Typusexemplar stammt aus dem Distrikt Sefwi Wiawso im östlichen Ghana.

## Merkmale
Mit einer Kopf-Rumpf-Länge von 98 bis 119 mm, einer Schwanzlänge von 55 bis 74 mm und einem Gewicht von 19 bis 27 g ist die Art eine auffällig große Spitzmaus. Sie hat 17 bis 19 mm lange Hinterfüße und 10 bis 12 mm lange Ohren. Das braune Fell ist unterseits etwas heller als auf der Oberseite. Zusätzlich ist die Schwanzoberseite dunkler braun als die Unterseite. Wie der Name andeutet, besitzt die Art einen sehr großen Schädel im Verhältnis zum Körper. Hinter den langen Schneidezähnen folgen mehrere einspitzige Zähne. Der diploide Chromosomensatz enthält 46 Chromosomen (2n=46).

## Verbreitung und Lebensweise
Diese Spitzmaus kommt hauptsächlich im Südwesten Nigerias vor. Verstreute Funde reichen vom Süden Guineas bis in den Nordosten von Kamerun. Die Exemplare leben vorwiegend in tropischen feuchten Wäldern im Flachland. Wenige Tiere sind von Waldlichtungen in 1800 Meter Höhe und von Plantagen dokumentiert.
Die Lebensweise entspricht vermutlich Crocidura nigeriae und Crocidura poensis.

## Gefährdung
Der Bestand ist durch Landschaftsveränderungen bedroht. Schätzungsweise nimmt die Gesamtpopulation im Laufe von 10 Jahren mit bis zu 30 Prozent ab. Die IUCN listet die Großköpfige Spitzmaus in der Vorwarnliste (near threatened).